# 小行星1474
小行星1474（1474 Beira）是一颗绕太阳运转的小行星，为火星轨道穿越小行星。该小行星于1935年8月20日发现。
該小行星以莫三比克的城市貝拉命名。

## 轨道参数
小行星1474的轨道半长轴为2.7355674 UA，离心率为0.490。